# Pseudaclytia
Pseudaclytia is een geslacht van vlinders van de familie spinneruilen (Erebidae), uit de onderfamilie Arctiinae.

## Soorten
- P. bambusana Schaus, 1938
- P. major Druce, 1906
- P. minor Schaus, 1905
- P. opponens Walker, 1864
- P. popayanum Dognin, 1902
- P. pseudodelphire Rothschild, 1912
- P. umbrica Druce, 1898
- P. unimacula Schaus, 1905